# كامل سندي
كامل سندي (3 يناير 1932- 26 يونيو 2017) مدير عام الخطوط الجوية العربية السعودية في الفترة من (1968 حتى 1979)، كما شغل منصب مساعد وزير الدفاع والطيران لشؤون الطيران المدني بمرتبة وزير في الفترة من (1979 حتى 1983). توفي في 26 يونيو 2017 / 2 شوّال 1438هـ. حققت الخطوط السعودية أثناء إدارته المركز السابع عشر من بين (130) شركة طيران في العالم من حيث مستوى الخدمة والتوقيت والصيانة.

## السيرة الذاتية
انضم كامل سندي إلى قسم الطيران المدني في مطار جدة عندما كان في السابعة عشرة من عمره. عمل هناك حتى أصبح مساعدا للواء إبراهيم الطاسان الذي كان مسؤولا عن سلاح الجو والطيران المدني والخطوط الجوية في ذلك الوقت. وقد اختير في وقت لاحق ليكون المدير العام للخطوط الجوية السعودية في عام 1967. وخلال عمله في الخطوط السعودية، نمت من شركة صغيرة تملك عدد قليل من طائرات دي سي-3 لشركة طيران مع أسطول كبير يشمل طائرات بوينغ ولوكهيد، ومن شركة طيران تطير إلى وجهات محدودة إلى شركة طيران بشبكة كبيرة من الوجهات في الشرق الأوسط وأفريقيا وأوروبا وآسيا. وقد استثمر الكثير في إنشاء مؤسسات لتدريب الموظفين، في وقت لاحق تعاون مع خطوط عبر العالم الجوية لتقديم المساعدة في التدريب. في 6 صفر 1400هـ / 25 ديسمبر 1979م أصبح مساعد وزير الدفاع والطيران للطيران المدني. تقاعد في عام 1983 بسبب مشاكل صحية. توفي في جدة في 26 يونيو 2017 / 2 شوّال 1438هـ، بعد معاناة طويلة مع المرض.

## انظر ايضاً
- أحمد صلاح جمجوم